# Балтійська слава
«Балтійська слава» — фільм 1957 року.

## Зміст
Дія фільму розгортається у 1917 році. Балтійський флот воює за Петроград. Моряки борються за революцію. Тут є місце людським почуттям, морським баталіям і, звичайно, подвигу, на який виявився здатний головний герой і вся команда.